# Johan Harstad
Johan Harstad (n. 10 februarie 1979, Comuna Stavanger, Rogaland, Norvegia) este un autor norvegian de povestiri, nuvele și romane. 

## Biografie
Harstadt a crescut la Stavanger, Rogaland, în sud-vestul Norvegiei, a studiat literatura la Universitatea din Trondheim (Universitatea Tehnico-Științifică din Norvegia) și acum locuiește în Oslo. Și-a publicat primele texte în 2000, la editura Gyldendal, în antologia de debut Postboks 6860. Prima sa lucrare independentă a fost publicată în 2001, colecția de proză scurtă Herfra blir du bare eldre. Un an mai târziu (2002) se prezenta, sub titlul Ambulanse, cu unsprezece povești, care au fost traduse în franceză și unele în germană. 
În 2005 apărea cu romanul său de debut, Buzz Aldrin, hvor ble det av deg i alt mylderet?
Buzz Aldrin, hvor ble det av deg i alt mylderet a fost tradus în aproximativ o duzină de limbi și filmat de Corporația Norvegiană de Radiodifuziune ca serial din patru părți.
În 2015, Harstad a publicat Max, Mischa & Tetoffensiven, care a fost vândută Danemarca, Germania, Olanda și Spania. 
Autorul lucrează și ca designer grafic sau la diferite proiecte de film și muzică. Printre altele, el își schițează singur coperțile cărților sale. 

## Premii
- 2016: Sultprisen

## Opere
- Herfra blir du bare eldre, [Oslo]: Gyldendal, 2001. ISBN 82-05-29789-4
- Ambulanse, [Oslo]: Gyldendal, 2002. ISBN 82-05-30736-9
- Buzz Aldrin, hvor ble av deg i alt mylderet?, [Oslo]: Gyldendal, 2005. ISBN 82-05-33959-7
- Hässelby, [Oslo]: Gyldendal, 2007. ISBN 9788205375772
- Darlah - 172 timer på månen, [Oslo]: barajul Cappelen, 2008. ISBN 82-02-29638-2
- Bsider [Oslo]: Gyldendal, 2008. ISBN 9788205386013
- OSV. [Oslo]: Gyldendal, 2010. ISBN 9788205406131
- Max, Mischa și Tetoffensiven [Oslo]: Gyldendal, 2015. ISBN 9788205473140

## Piese de teatru
- Grader av hvitt, 2007
- Washington, 2007
- Krasnoyarsk, 2008
- Brødmannens memoarer del 1: Akapulco, 2007
- Brødmannens memoarer din 2: Ellis Iland, 2009
- OSV., 2010

## Vezi și
- Lista scriitorilor de limbă norvegiană

## Legături externe
- de Johan Harstad în Catalogul Bibliotecii Naționale a Germaniei (Informații despre Johan Harstad • PICA • Căutare pe site-ul Apper)